# Герден

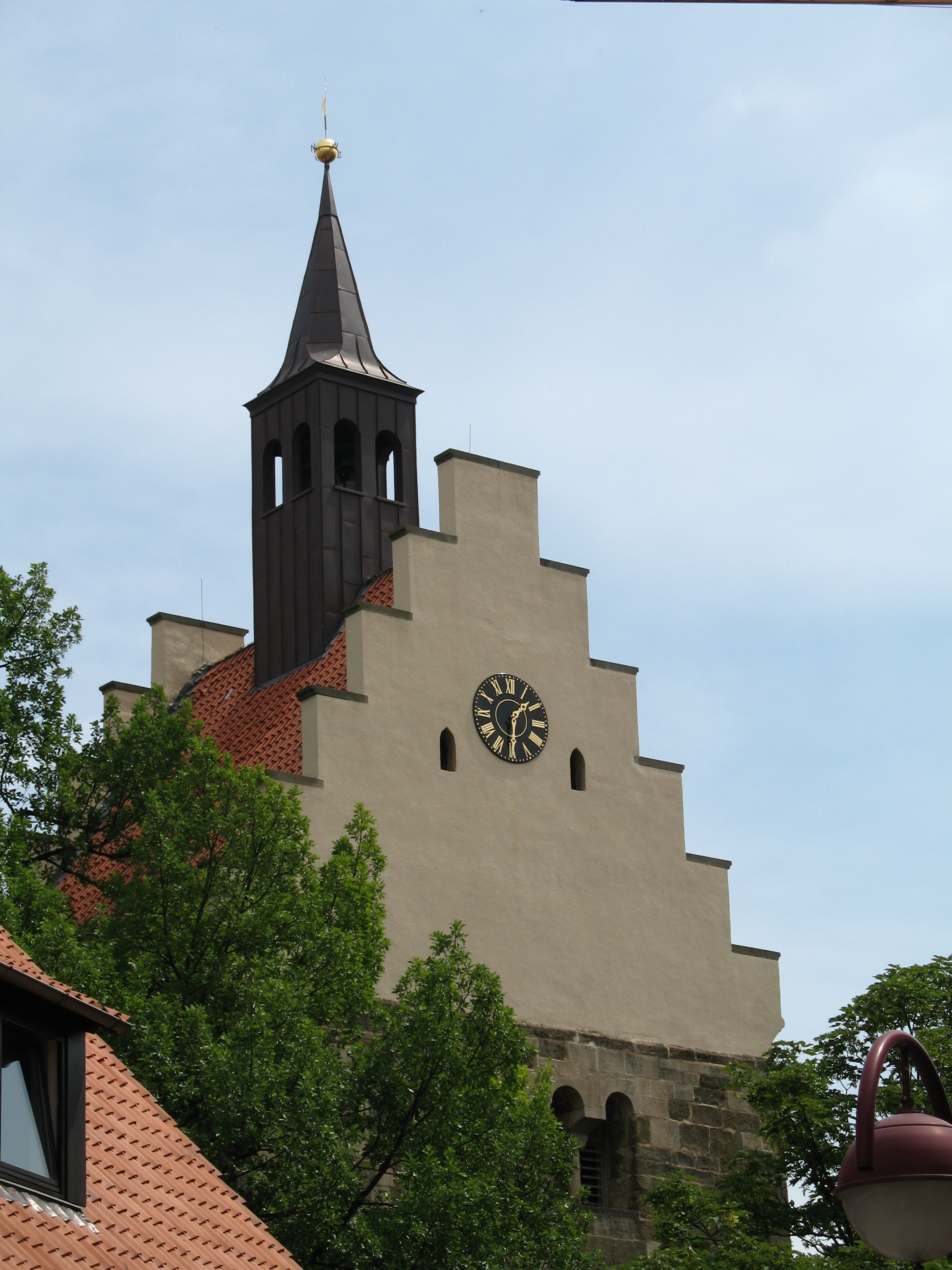
Герден

Герден (нем. Gehrden) — город в Германии, в земле Нижняя Саксония.
Входит в состав района Ганновер. Население составляет 14 502 человека (на 31 декабря 2010 года). Занимает площадь 42,97 км². Город подразделяется на 7 городских районов.
| Год  | Население |
| ---- | --------- |
| 1990 | 12 686    |
| 1995 | 13 997    |
| 2000 | 14 667    |
| 2005 | 14 906    |
| 2010 | 14 588    |